# Entomobrya intermedia
Entomobrya intermedia är en urinsektsart som beskrevs av Brooks 1993. Entomobrya intermedia ingår i släktet Entomobrya och familjen brokhoppstjärtar. Inga underarter finns listade i Catalogue of Life.